# GRAIL
GRAIL（英: Gravity Recovery and Interior Laboratory, グレイル）は、2011年に打ち上げられたアメリカ航空宇宙局（NASA）の月探査機。2機の探査機の軌道から月の重力分布を高精度で測定し、月の内部構造を、さらには月の歴史と進化を解明することを目標としている。ディスカバリー計画のミッションとして選定された探査機である。
2機の衛星の名前は学生からの一般公募で、GRAIL-AがEbb、GRAIL-BはFlowが選ばれた
。
マサチューセッツ工科大学のMaria ZuberがGRAILの主任研究者で、ジェット推進研究所が計画を担当する。
重力分布の測定技術は地球観測衛星GRACEで使用されたものと似ており、探査機の設計はXSS-11を基としている。

## 設計・運用

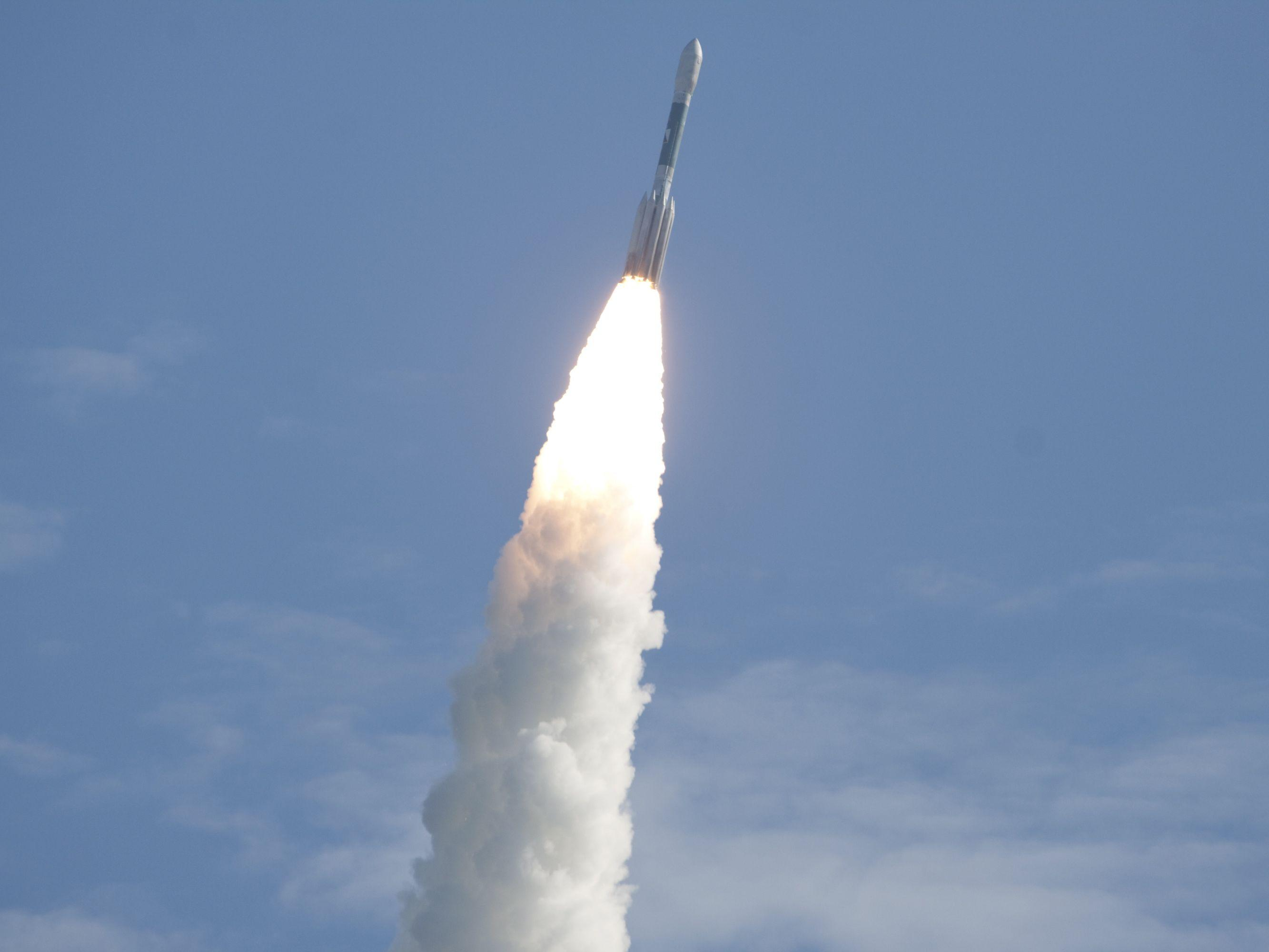
デルタ IIによるGRAILの打上げ。

GRAILミッションは月の極軌道を周回する2機の探査機から構成される。各探査機は他方の探査機や地上施設からのテレメトリーを受信し、2機の間にある距離の差を測定することによって月の重力分布と地質構造を得る。
GRAILはデルタ IIによって2011年9月10日に打ち上げられた。2機の探査機は燃料を節約するため直接月へ向かわず、代わりに地球や月の重力を利用して飛行を続け、グレイルAは2011年12月31日、グレイルBは2012年1月1日に月周回軌道に到達した。1月17日、NASAは2機の探査機の愛称を「エッブ (Ebb)」「フロー (Flow)」とすることを発表した
。
エッブとフローは軌道を修正した後、2012年3月8日から3ヶ月間の予定で科学観測を開始した。5月29日、主要な探査が計画より早く終了し、探査機は搭載機器の電源をオフにして同年8月30日に始まる延長探査に備えることになった。
2012年12月18日(日本時間)、残燃料が少なくなったことから両探査機について制御衝突による月面への衝突が実行された。GRAIL-Aについては日本時間で18日午前7時28分51秒、GRAIL-Bについてはその30秒後の29分21秒に、月面の北極付近のゴールドシュミット・クレーター近辺にある山の斜面に衝突して探査を終了した。なお、衝突した場所については、アメリカ初の女性宇宙飛行士であり、GRAIL計画でも教育用カメラの搭載に貢献するなど功績を残したサリー・ライドの名前をとり、「サリー・ライド衝突点」と名付けられている

。

## 機体
- 大きさ：0.95m×0.76m×1.09m
- 重量：132.6kg（乾燥質量）

## 搭載装置
- Ka band Lunar Gravity Ranging System (LGRS)
- Radio science beacon (RSB)
- ムーンカム(MoonKam) - 月探査機のカメラを利用し、月面の写真を撮影する取り組み。日本の関西創価学園が参加している[10]。